# Gríms saga loðinkinna

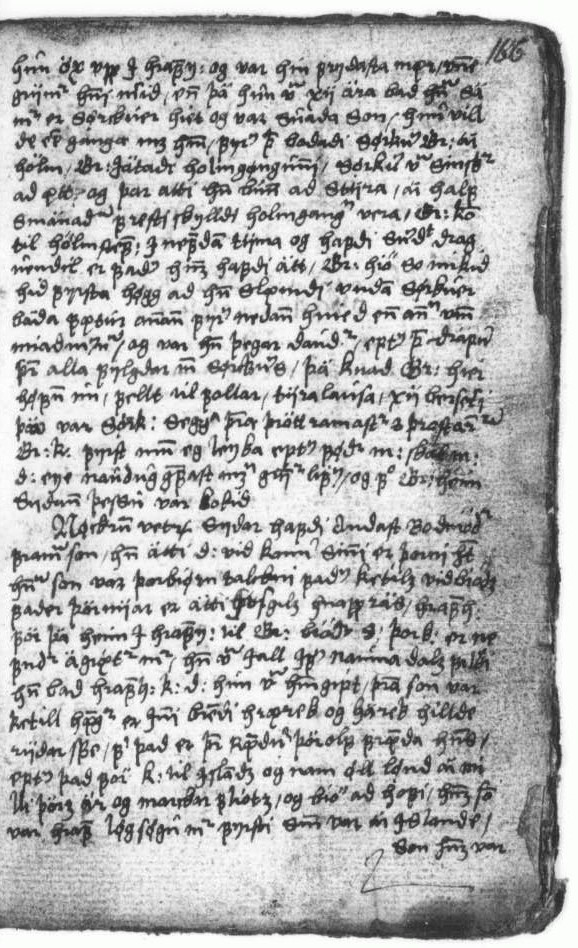
Gríms saga loðinkinna AM 109 a II 8°x fólio

Gríms saga loðinkinna, ou A Saga de Grim Shaggy-Cheek é uma das sagas lendárias. É do século XIV e se passa na Noruega do século VIII. É uma das sagas chamadas de Hrafnistumannasögur envolvendo Ketill Hængr e seus parentes.